# Sacramentinenklooster

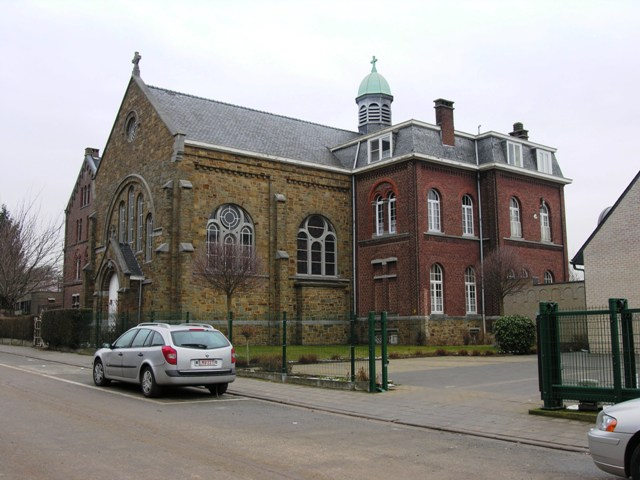
Sacramentinenklooster

Het Sacramentinenklooster is een klooster in de Vlaams-Brabantse stad Halle, gelegen aan de Cypriaan Verhavertstraat 172-174.

## Geschiedenis
De Sacramentinen, een congregatie van slotzusters, kregen in 1911 een eigen klooster, ontworpen door S. Sencie. De zusters kwamen oorspronkelijk uit Frankrijk maar weken, vanwege de secularisering, in 1907 uit naar België. In 1935 werd nog een nieuwe vleugel toegevoegd. In 2019 gingen de weinige zusters die nog over waren verder als Begijn. Dit was noodzakelijk omdat het de weinige slotzusters als zodanig erg moeilijk was gemaakt.
Een deel van het klooster is inmiddels als opvangcentrum in gebruik.

## Gebouw
Het betreft twee kloostervleugels met aan de zuidzijde een kapel. Een deel van het complex is in breuksteen, een ander deel in baksteen uitgevoerd. In de ommuurde kloostertuin bevindt zich een Mariagrot van 1942. Daar zijn ook een aantal heiligenbeelden opgesteld.